# Una gringuita en México
Una gringuita en México es una película de comedia mexicana de 1951 dirigida por Julián Soler y protagonizada por Antonio Badú, Martha Roth y Óscar Pulido.

## Argumento
Barbara Smith (Roth), una estadounidense procedente de California, cumple su sueño de visitar México con el fin de visitar a unos parientes suyos que supuestamente son millonarios. Los parientes, en realidad, no tienen la fortuna que dicen tener y hasta atraviesan problemas económicos. Sin embargo, ante la llegada de Barbara, deciden hacerle creer que en verdad son ricos.

## Reparto
- Antonio Badú como Pablo.
- Martha Roth como Barbara Smith.
- Óscar Pulido como Atenógenes.
- Fanny Schiller como Tía Rosa.
- Aurora Walker como Doña Julia.
- Roberto Cobo como Gabucho (como Roberto Cobos 'Calambres').
- Amada Dosamantes como Benita, sirvienta.
- Beatriz Saavedra como Silvia.
- Roc Galván
- Wolf Ruvinskis
- Ernesto Finance
- Jaime Valdés
- Manuel Tamés hijo
- Enrique Zambrano
- Francisco Fuentes
- Estela Matute
- José Chávez
- Margarita Luna
- Hernán Vera
- José Pardavé
- Lupe Carriles
- Cecilia Leger
- Humberto Rodríguez